# Fòrums Imperials
Els Fòrums Imperials (en llatí: Fora Imperatorum) en italià: Fori Imperiali) constitueixen una sèrie de places monumentals edificades en el decurs d'un segle i mig (entre l'any 46 aC i el 113) al cor de la Roma imperial.
No en forma part, però, l'anomenat Fòrum Romà, és a dir l'antiga plaça republicana, que té l'origen a l'època reial (segle vi aC) i que va ser durant segles el centre polític, religiós i econòmic de la ciutat. Malgrat la gran quantitat d'edificis nous i d'antics reconstruïts i els diversos monuments que el van anar embellint, el Fòrum Romà no va tenir mai un caràcter unitari. Amb tot, però, sota el període de Juli Cèsar i d'August, amb la construcció de la Basílica Júlia i la reconstrucció de la Basílica Emília, que delimitaven els costats llargs de la plaça, es va dotar al Fòrum d'una certa regularitat.
Fins al final de la República, les activitats polítiques i judicials es concentraven al Fòrum Romà però amb l'arribada de l'Imperi, va deixar de ser el centre polític de Roma, que es va desplaçar cap al Turó Palatí, indicant que el poder real l'exercia l'Emperador i no el Senat.
Cap al final de la República, l'antic fòrum es va quedar petit i es va veure necessari ampliar-ho amb nous espais. Juli Cèsar, imitat posteriorment per August, Vespasià, Domicià i finalment Trajà, va iniciar la construcció d'una gran plaça tancada situada en un lloc proper, per tal de dur a terme el seu programa polític i els seus plans urbanístics.

## ElFòrum de Cèsar(Forum Iulium)

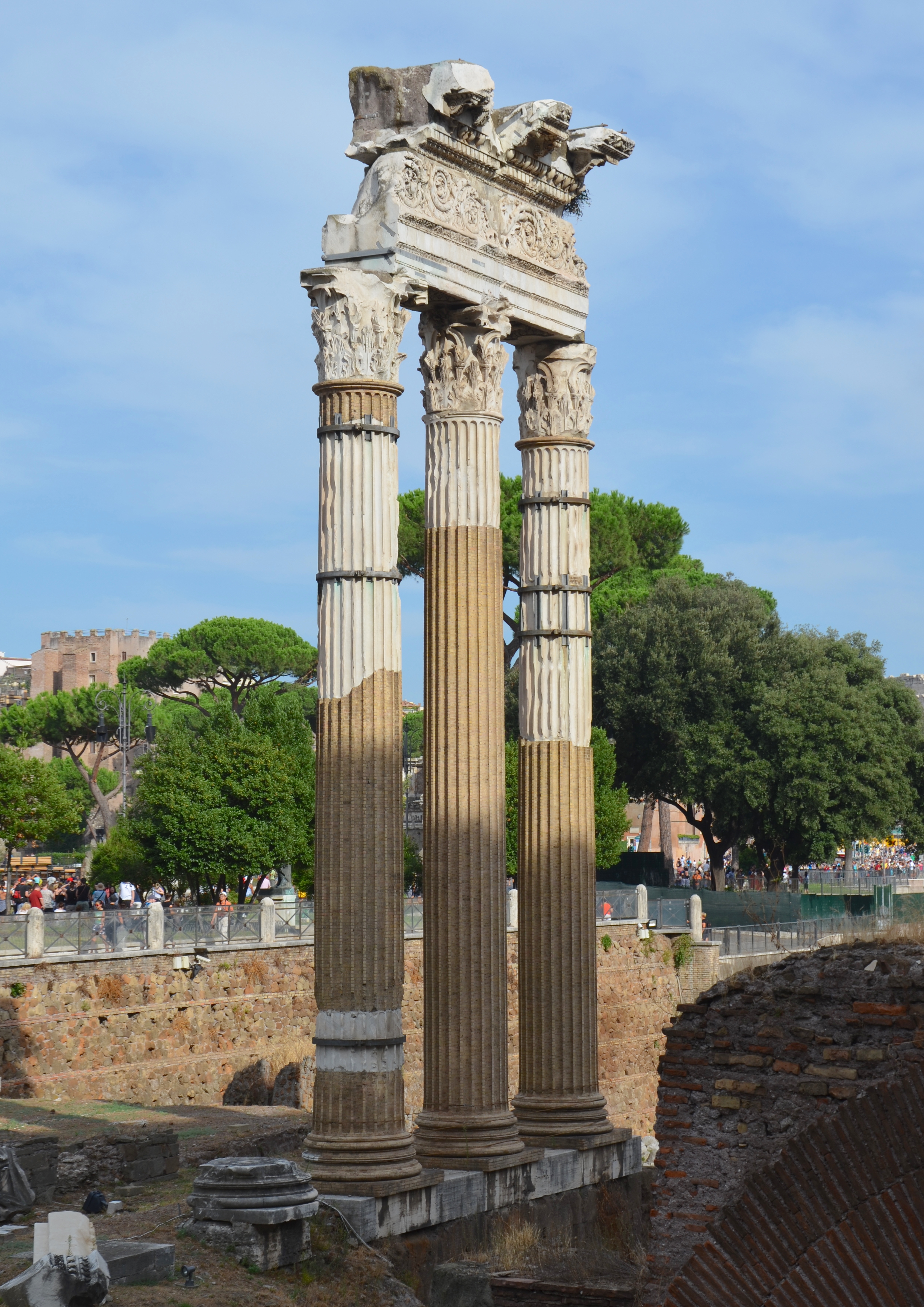
El Fòrum de Cèsar amb el temple de Venus Genetrix

Juli Cèsar va decidir construir una gran plaça amb el seu nom, que es va inaugurar l'any 46 aC, probablement encara incompleta, i que va acabar més endavant l'emperador August.
A diferència del Fòrum Romà, es tractava d'un projecte unitari: una plaça amb pòrtics sobre els costats llargs i al mig d'un dels costats el temple dedicat a Venus Genetrix, o Venus Mare, de la qual Cèsar es vantava de ser-ne descendent a través de Iulus, progenitor de la gens Júlia, fill d'Enees, que al seu torn era fill de la deessa.
Juli Cèsar va pagar de la pròpia butxaca els terrenys sobre els quals s'havia d'aixecar el nou monument. A més a més, va fer modificar l'orientació tradicional des de feia segles de la Cúria, seu del Senat, que s'havia encarregat de reconstruir després d'haver estat devastada per un incendi, de manera que s'adaptés a l'orientació del nou Fòrum que duia el seu nom.
La nova plaça agafava el model dels pòrtics construïts entorn dels temples que els polítics més importants i influents de l'últim segle de la República havien anat fent edificar a l'àrea del Circ Flamini i en tenia els mateixos objectius de propaganda personal i de recerca de consens. I, naturalment, la proximitat al vell centre polític n'augmentava molt més l'efecte.

## ElFòrum d'August(Forum Augustum)

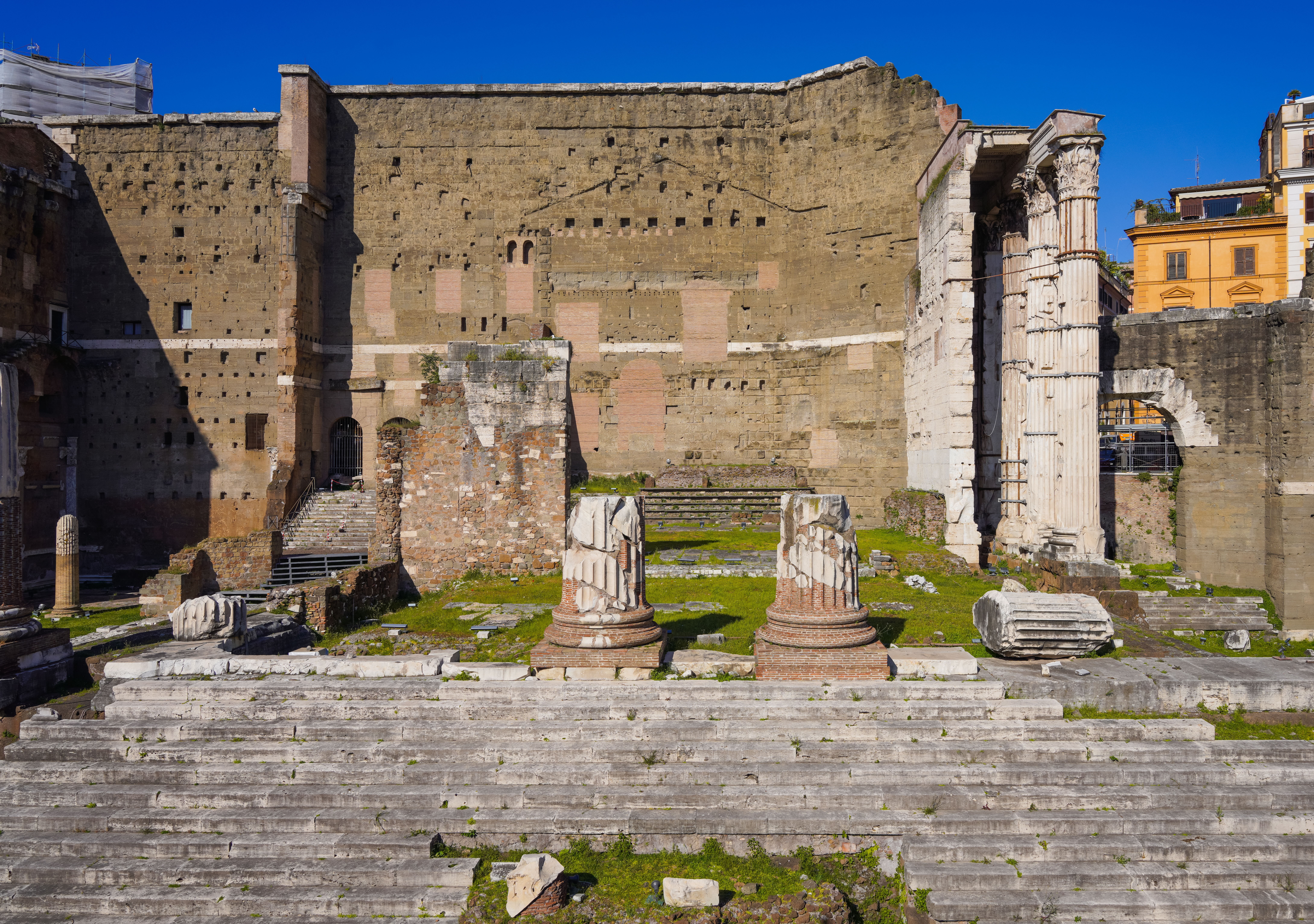
El Fòrum d'August amb el temple de Mart Últor

Octavi August havia promès de fer construir un temple a Mart Ultor, és a dir, 'Venjador' en ocasió de la batalla de Filipos de l'any 42 aC, durant la qual ell mateix i Marc Antoni havien derrotat els assassins de Cèsar i, per tant, n'havien venjat la mort. El temple, doncs, es va inaugurar 40 anys després, l'any 2 aC, inserit en una segona plaça monumental, el Fòrum d'August.
El nou complex es disposava de manera ortogonal respecte al Fòrum de Cèsar i el temple s'aguantava sobre un mur altíssim, encara conservat avui dia, que separava el monument del barri popular de la Subura. A més, els pòrtics que s'aixecaven sobre els costats llargs s'obrien pel darrere en unes àmplies exedres (espais semicirculars coberts) destinades a allotjar les activitats dels tribunals.
També en aquest cas la construcció del complex es va fer amb finalitats propagandístiques i tota la seva decoració celebra la nova edat d'or que s'inaugura amb el principat d'August.

## ElTemple de la Pau(Forum Pacis)
Sota el mandat de l'emperador Vespasià es va construir una altra gran plaça, separada del Fòrum d'August i del de Cèsar per la via de l'Argilet, que comunicava el Fòrum Romà amb la Subura, i més desplaçada cap al turó de la Vèlia (en direcció al Coliseu). Aquest complex no es va considerar mai com un dels Fòrums Imperials sinó fins a època tardana, i de fet encara avui dia és conegut amb el nom de Temple de la Pau.
Fins i tot la forma era diferent: es tractava d'un gran quadrilàter porticat, amb el temple inserit al pòrtic del costat del fons. L'àrea central, a més, no estava coberta de lloses sinó que tenia l'aparença d'un jardí, amb estanys i basaments per a estàtues, que en feien un veritable museu a l'aire lliure.
El monument va ser edificat per commemorar la conquesta de Jerusalem. En una de les aules que s'obrien al fons dels pòrtics s'hi va col·locar la Forma Urbis Severiana, el plànol marmori de l'antiga Roma, traçat en època severiana (al començament del segle iii) sobre lloses de marbre que en recobrien les parets i que ha arribat parcialment fins als nostres dies.

## ElFòrum de Nerva(Forum Transitorium)

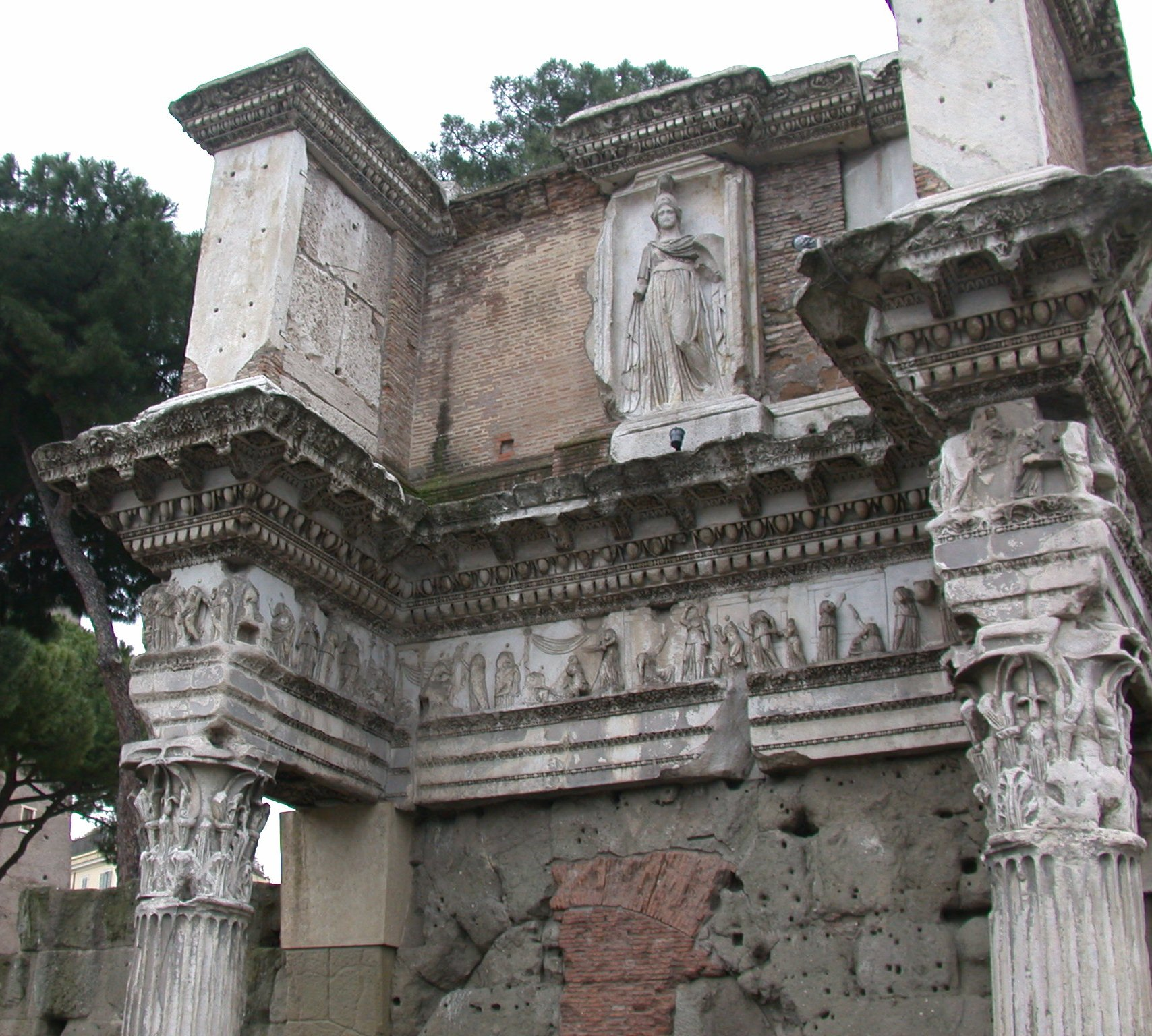
Elements arquitectònics de l'entaulament de les "Colonnacce" (les columnes adossades al mur meridional) al Fòrum de Nerva

Domicià va decidir d'unificar els complexos precedents i a l'àrea irregular que havia quedat lliure entre el Temple de la Pau i els Fòrums de Cèsar i d'August hi va fer edificar una altra plaça monumental que els comunicava a tots els uns amb els altres.
Obligats per l'espai, en part ocupat per una de les exedres que sobresortien del Fòrum d'August i que havia de conservar la funció de pas que tenia l'antiga via de l'Argilet, els pòrtics laterals es van veure reduïts a una simple decoració dels murs perimetrals. El temple, dedicat a la deessa Minerva (protectora seva, igual com ho havia estat del semidéu Hèrcules), es va adossar a l'exterior de l'exedra del Fòrum d'August, mentre que a l'espai restant s'hi va construir una gran entrada monumental (la Porticus Absidata) que havia de fer la funció d'accés a tots els complexos monumentals.
La mort de Domicià en una conjura va fer que el complex, que gairebé estava enllestit, l'acabés inaugurant el seu successor Nerva i per això es va anomenar Fòrum de Nerva. També és conegut com a Forum Transitorium, a causa de la funció de pas que conservava en substitució de la via de l'Argilet.

## ElFòrum de Trajà(Forum Traiani)

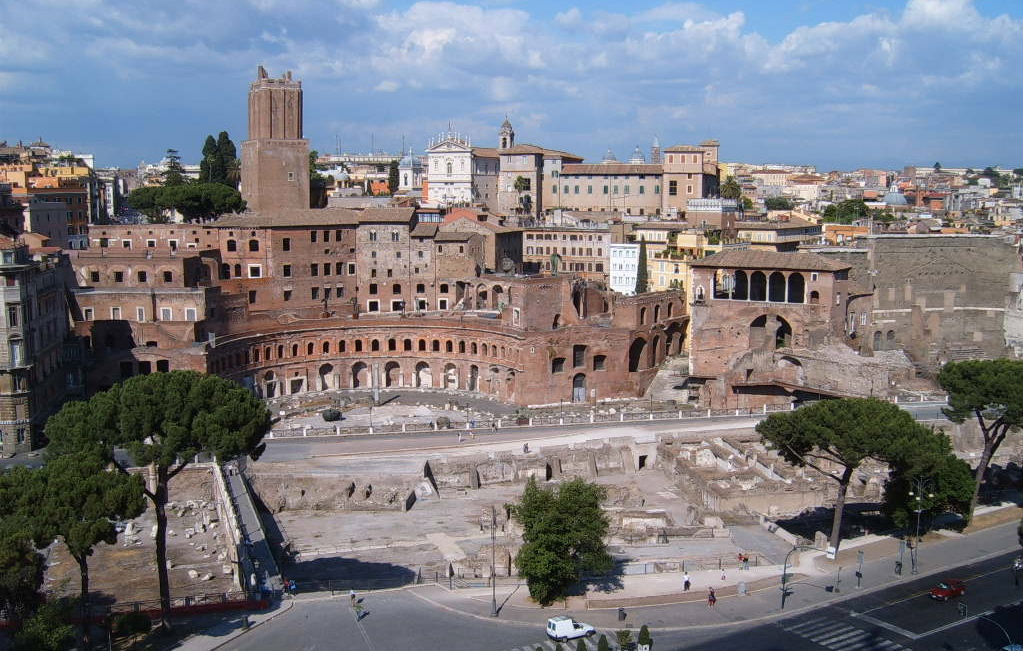
El Fòrum i els Mercats de Trajà vistos des del monument a Víctor Manuel II, l'any 2004

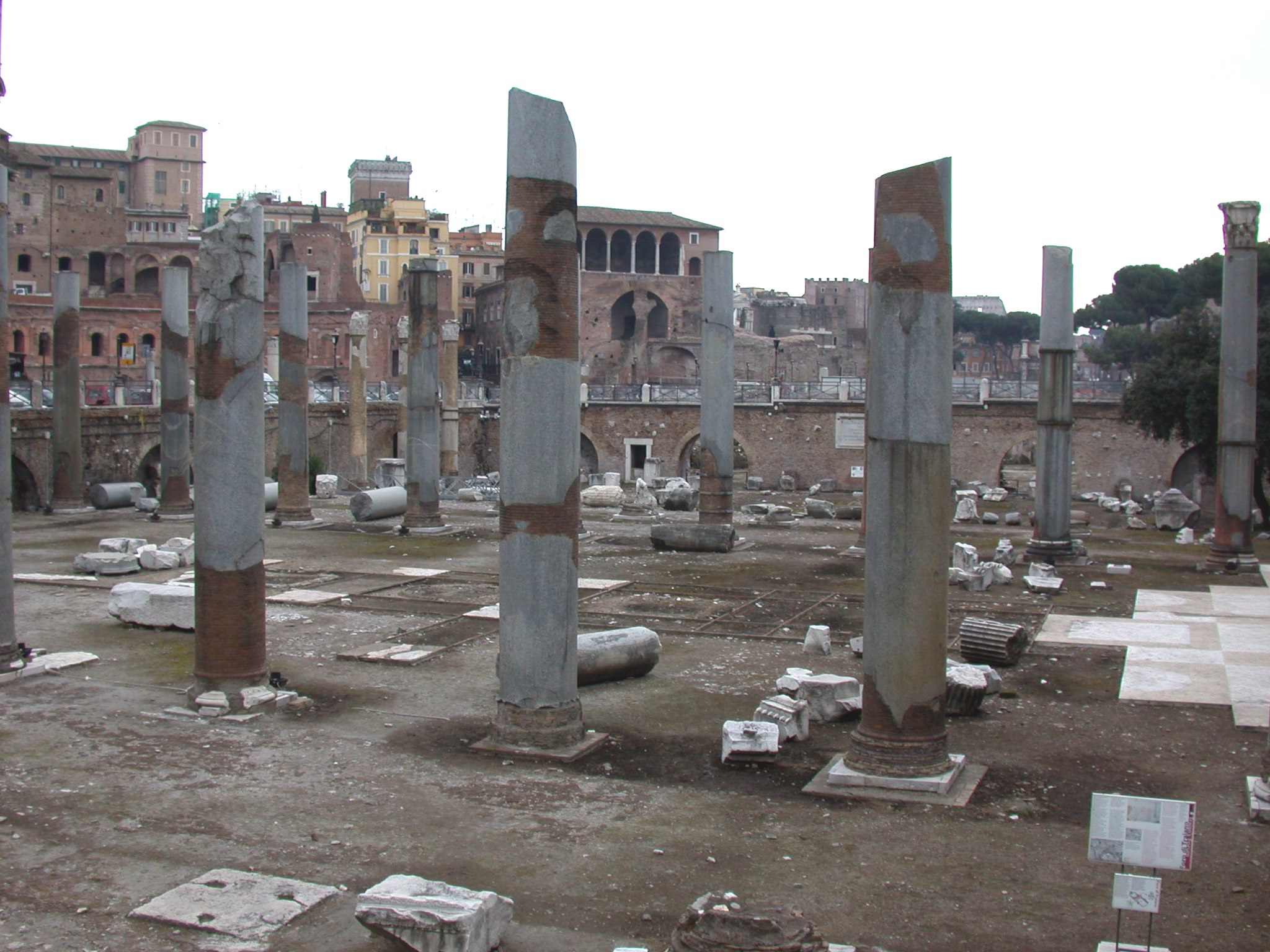
El Fòrum de Trajà, des de la Basílica Úlpia (al nord)

Els projectes de Domicià segurament havien estat força més ambiciosos i possiblement ja sota el seu regnat havien començat els treballs de rebaixament de la dorsal que unia els turons del Capitoli i el Quirinal i que tancava la vall dels Fòrums pel Camp de Mart, en direcció a l'actual Piazza Venezia, que limitava l'espai disponible per a futurs complexos monumentals.
El projecte el va reprendre i completar l'emperador Trajà amb la construcció del Fòrum de Trajà, realitzat amb el botí de les seves campanyes de conquesta de la Dàcia; precisament la decoració d'aquest fòrum celebra les seves victòries militars. Només els treballs preparatoris ja van ser impressionants: el rebaixament de la dorsal muntanyosa, necessari per dotar d'espai el nou complex, va comportar la reconstrucció del temple de Venus Gènitrix al Fòrum de Cèsar, als pòrtics del qual s'hi van afegir els espais de la Basílica Argentaria, mentre que al tall que es va fer a la falda del Quirinal s'hi va bastir el complex dels Mercats de Trajà, obra de maó.
Al capdamunt de la plaça del Fòrum s'aixecava la Basílica Úlpia, darrere la qual es va erigir la Columna de Trajà. Igual que en el Fòrum d'August, els pòrtics s'obrien al fons en àmplies exedres. A la banda contrària de la basílica s'alçava la colossal estàtua eqüestre de l'emperador, amb una façana monumental com a fons. El darrer dels Fòrums va ser, així, el més gran i majestuós.

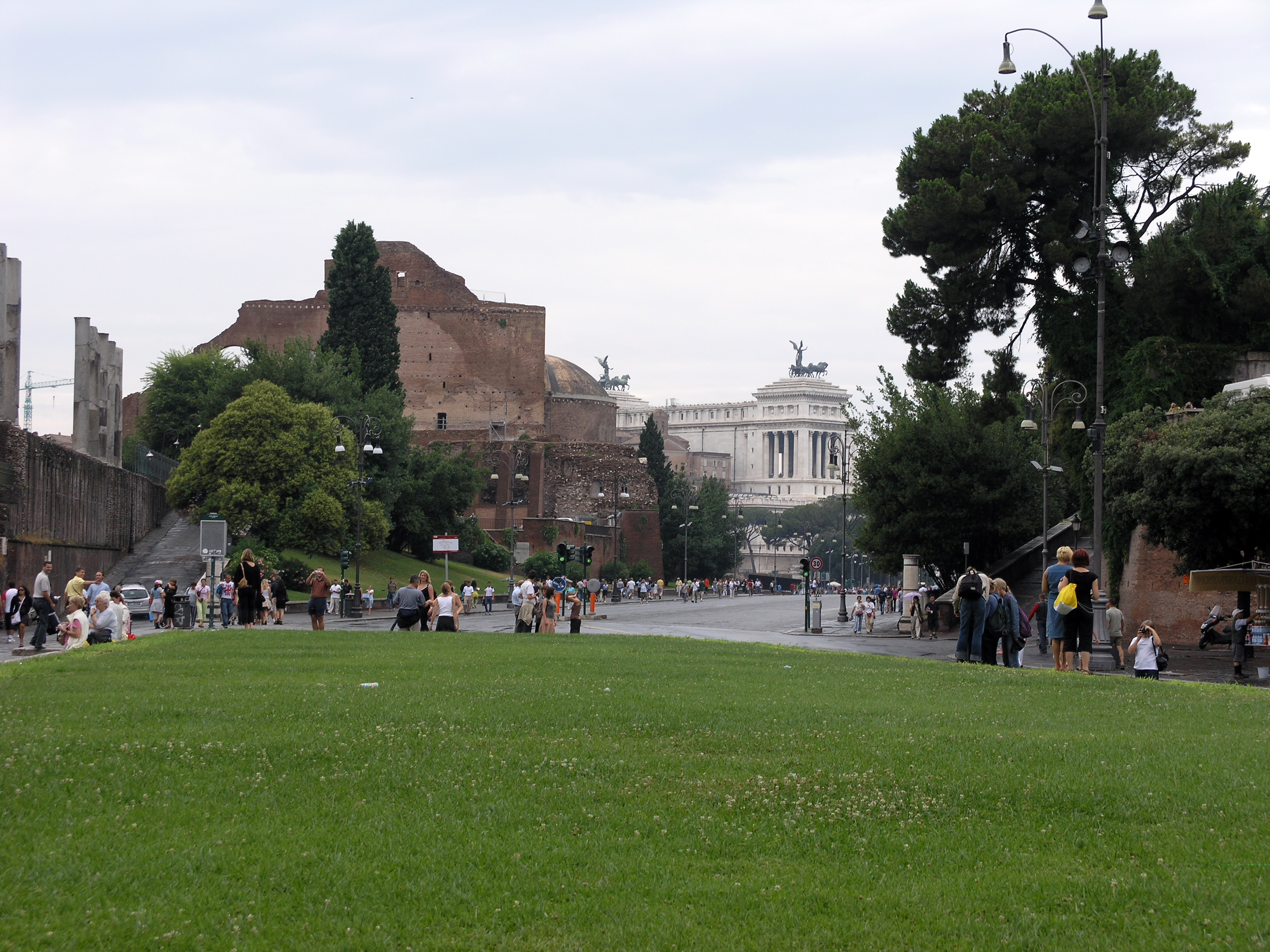
La Via dei Fori Imperiali, amb la basílica de Maxenci i, al fons, el monument a Víctor Manuel II

## La Via dei Fori Imperiali
Durant el feixisme, al llarg de l'àrea arqueològica dels Fòrums es va obrir la Via dei Fori Imperiali, que unia la Piazza Venezia amb el Colosseu; el carrer, de traçat rectilini, s'usaria per fer-hi parades militars, i avui dia encara s'hi fa la desfilada en ocasió de la festa de la República Italiana del 2 de juny.
L'obertura del carrer (conegut avui entre els romans simplement com I Fori, "els Fòrums") ha suscitat polèmiques per la incorporació forçosa d'una estructura dels temps moderns (un carrer per a l'ús dels cotxes) entremig d'una de les àrees de major concentració arqueològica del món; d'altra banda, però, aquest carrer ha fet possible la realització d'un recorregut turístic sense parangó.